# Дионисий (Байрактарис)
Митрополит Дионисий (греч. Μητροπολίτης Διονύσιος, в миру Дионисиос Байрактарис, греч. Διονύσιος Μπαϊρακτάρης; 1927, Калимериани, Эвбея, Греция — 17 июля 2011, Афины, Греция) — епископ Элладской православной церкви (формально также Константинопольской православной церкви); с 1979 по 2011 годы — митрополит Хиосский, Псарийский и Инусский.

## Биография
19 марта 1952 года был рукоположен в сан диакона.
В 1956 году окончил богословскую школу Афинского университета и в течение восьми лет он был архидиаконом Афинского архиепископа.
20 ноября 1960 года был рукоположен в сан священника. Занимал должность профессора в одном из учебных заведений в военно-морском флоте.
11 ноября 1979 года рукоположен в сан епископа и возведён в достоинство митрополита Хиосского, Псарийского и Инусского.
13 июля 2011 года был госпитализирован в одну из больниц Афин в связи с ухудшением состояния здоровья. Скончался 17 июля 2011 года. 19 июля в митрополии острова Хиос архиепископом Афинским Иеронимом было совершено отпевание покойного.